# Charles-François-Jean-Baptiste Moreau de Commagny
Antoine-François-Jean Moreau, noto come Charles-François-Jean-Baptiste Moreau de Commagny (Parigi, 1783 – Parigi, 2 luglio 1832), è stato un drammaturgo, librettista e cantautore francese.

## Biografia
Figlio di François-Jean Moreau, già professore di matematica (al Collège de Juilly), che divenne traduttore inglese , Antoine Moreau studiò al College Mazarin poi entrò all'École de Droit di Parigi, prima di iniziare la carriera di avvocato che lasciò assai rapidamente per dedicarsi al teatro. Divenne anche giornalista in vari periodici. Seguì perciò in qualità di redattore de La Minerve, il Congresso di Aix-la-Chapelle che si svolse da settembre a novembre 1819 .
Dapprima firmò con il proprio nome, poi prese quello di Moreau de Commagny  per i pezzi che creò dall'epoca della Restaurazione. Le sue opere teatrali, firmate in molti modi (A. Moreau, C.-A. Moreau, C.-F.-J.-B. Moreau, Eustache Lasticot o semplicemente M), sono state rappresentate sui grandi palcoscenici parigini del XIX secolo (Théâtre du Vaudeville, Théâtre du Palais-Royal, Théâtre des Variétés, ecc.)
Dopo i tre giorni gloriosi del luglio 1830, abbandonò il teatro per dedicarsi alla politica. Nominato al Consiglio di Stato, Maestro delle Richieste in servizio straordinario da Luigi Filippo, morì di colera due anni dopo, all'età di 49 anni.

## Opere
- 1801: Les Portraits au salon, ou le Mariage imprévu, commedia-vaudeville in 1 atto, con Michel-Nicolas Balisson de Rougemont;
- 1801: La Vaccine, folie-vaudeville in 1 atto e in prosa, con Théophile Marion Dumersan;
- 1802: Les Amours de la halle, vaudeville poissard in 1 atto, con Charles Henrion;
- 1802: Allons in Russie, vaudeville episodico in 1 atto, con Henrion;
- 1803: Cassandre aveugle, ou le Concert d'Arlequin, commedia-parade in 1 atto, in vaudevilles, con René de Chazet e Dumersan;
- 1803: Cassandre huissier, commedia-parade in 1 atto, in vaudevilles, con Henrion;
- 1804: Le Dansomane de la rue Quincampoix, ou le Bal interrompu, folie-vaudeville in 1 atto, con Joseph Servières;
- 1804: La Manie de l'indépendance, ou Scapin tout seul, monologo in prosa, misto di vaudevilles, con Dumersan;
- 1804: Ossian cadet, ou les Guimbardes, parodia dei Bardes, vaudeville in 3 atti, con Emmanuel Dupaty e Chazet;
- 1804: Les Vélocifères, commedia parade in 1 atto, con de Chazet e Dupaty;
- 1805: Les Chevilles de Maître Adam menuisier de Nevers ou les Poètes artisans, con Francis baron d'Allarde;
- 1805: La Nouvelle Nouveauté, commedia episodica in 1 atto, in prosa, mista a vaudevilles, con A.-M. Lafortelle;
- 1805: Les Femmes colères, divertissement in 1 atto, in prosa, mista a vaudevilles, con Dupaty e Francis;
- 1806: La Nuit d'auberge, commedia in 1 atto e in prosa, mista a vaudevilles;
- 1806: Monsieur Giraffe, ou La mort de l’ours blanc, vaudeville in 1 atto, con Auguste-Mario Coster, de Chazet, Marc-Antoine Madeleine Désaugiers, Georges Duval, Francis d'Allarde, Jean-Toussaint Merle, André-Antoine Ravrio e Servières;
- 1806: Gallet, ou le Chansonnier droguiste, commedia in 1 atto, in prosa, mista a vaudevilles, con Francis d'Allarde;
- 1806: Voltaire chez Ninon, fatto storico in 1 atto e in prosa, mista a vaudevilles, con A.-M. Lafortelle;
- 1807: Une journée chez Bancelin, commedia in 1 atto, in prosa, mista a vaudevilles, con Francis;
- 1807: Le Panorama de Momus, prologo di inaugurazione, in prosa e in vaudevilles, per la nuova sala del Théâtre des Variétés, con Francis e Désaugiers;
- 1807: Les Bateliers du Niémen, vaudeville in 1 atto, in prosa, con Désaugiers e Francis;
- 1808: Les Avant-postes du maréchal de Saxe, commedia in 1 atto e in prosa, mista a vaudevilles, con Henri-François Dumolard;
- 1808: Poisson chez Colbert, commedia, con Lafortelle;
- 1808: Haine aux hommes, commedia in 1 atto, con vaudevilles, con Francis;
- 1808: Mincétoff, parodia di Menzikoff, con Desaugiers e Francis;
- 1808: Taconnet chez Ramponneau, ou le Réveillon de la courtille, commedia folie in 1 atto, in prosa mista a distici, con Francis e Désaugiers;
- 1809: Le Petit Courrier ou Comme les femmes se vengent, commedia in 2 atti, in prosa, in vaudevilles, con Jean-Nicolas Bouilly;
- 1809: Madame Favart, commedia in 1 atto, in prosa e in vaudevilles, con Dumolard;
- 1809: Un tour de Colalto, commedia in 1 atto, in prosa, in vaudevilles, con Dumolard;
- 1810: Boileau à Auteuil, commedia in 1 atto e in prosa, mista a vaudevilles, con Francis;
- 1810: Une visite à Saint-Cyr, vaudeville in 1 atto con Lafortelle;
- 1810: Relâche pour la répétition générale de Fernand Cortez, ou le Grand opéra in province, parodia in 1 atto, con Rougemont e Merle;
- 1810: Les Époux de trois jours, ou J'enlève ma femme, commedia in 2 atti, in prosa, in vaudevilles, con Maurice Ourry;
- 1810: Les Sabotiers béarnais, ou la Faute d'orthographe, vaudeville in 1 atto, in prosa, con Michel-Joseph Gentil de Chavagnac;
- 1811: L'Exil de Rochester ou la Taverne, commedia aneddotica in 1 atto, in prosa, in vaudevilles, con Dumolard;
- 1811: La Petite Gouvernante, commedia in 2 atti e in pros, mista a vaudevilles, con Gentil de Chavagnac;
- 1812: L'Anglais à Bagdad, commedia-aneddoto in 1 atto, in prosa, in vaudevilles, con Ourry e Emmanuel Théaulon;
- 1812: Jérusalem déshabillée, con Ourry e Théaulon;
- 1812: Paris volant, ou la Fabrique d'ailes, folie-épisodique in 1 atto, in prosa e in vaudevilles, con Ourry e Théaulon;
- 1812: La Chevalière d'Éon, ou les Parieurs anglais, commedia in 1 atto, in prosa, in vaudevilles, con Ourry;
- 1813: Le Château d'If, commedia in 1 atto e in vaudevilles;
- 1813: Tout pour l'enseigne, ou la Manie du jour, vaudeville in 1 atto, con Lafortelle, Nicolas Brazier e Merle;
- 1813: Monsieur Crouton, ou l'Aspirant au salon, pièce sbarazzina in 1 atto, con Lafortelle e Francis;
- 1814: Le Voile d'Angleterre, ou la Revendeuse à la toilette, commedia-vaudeville in 1 atto;
- 1814: Le Château d'If, commedia in 1 atto, con Constant e Théaulon;
- 1815: La Bouquetière anglaise, commedia-aneddoto in 1 atto, in prosa, in vaudevilles, con Jean-Baptiste Dubois e Brazier;
- 1815: Le Cordier de Samarcande, ou Tout tient au bonheur, commedia in 1 atto, in prosa mista a distici, con Lafortelle;
- 1815: Le Vaudeville in vendanges, petit à-propos in 1 atto, con Désaugiers e Chavagnac;
- 1816: Les Caméléons, commedia-vaudeville in 1 atto, in prosa, con Pierre-Jean de Béranger;
- 1816: Les Visites bourgeoises, ou le Dehors et le dedans, piccolo schizzo di un grande tableau, in 1 atto, con Désaugiers e Chavagnac;
- 1817: Les Deux Gaspard, commedia-vaudeville, con Pierre Capelle;
- 1817: Les Deux Précepteurs, commedia-vaudeville, con Eugène Scribe;
- 1818: Baboukin, ou le Sérail in goguette, vaudeville in 1 atto, con Lafortelle e Merle;
- 1818: Il n'y a plus d'enfants, ou la Journée d'un pensionnat, tableau in vaudevilles, con Pierre Carmouche e Henri Dupin;
- 1818: L'Innocente et le Mirliton, vaudeville sbarazzino in 1 atto, con Carmouche e Gabriel de Lurieu;
- 1818: Un second Théâtre-Français, ou le Kaléidoscope théâtral, rivista in 1 atto, in distici, con Carmouche, Dupin e de Lurieu;
- 1819: La Robe feuille-morte, pièce in 1 atto, con distici, con Dubois;
- 1821: La Femme du sous-préfet, ou le Charlatan, commedia in 1 atto, in prosa e distici, con Sewrin;
- 1821: Le comédien d'Étampes, commedia in un atto, con Sewrin;[4]
- 1821: Les Joueurs, ou la Hausse et la baisse, commedia in 1 atto, mista a distici, con Francis;
- 1821: Scène ajoutée au Boulevard Bonne-Nouvelle pour l'anniversaire de la naissance de Molière, con Mélesville e Scribe;
- 1822: Le Garde-moulin, commedia-vaudeville, con Sewrin;
- 1822: Kabri le sabotier, ou les Chiquenaudes, commedia-féerie in 1 atto e distici, con Sewrin;
- 1827: Masaniello, dramma storico in 4 atti, con Lafortelle;
- 1829: Le Boulevard Bonne-Nouvelle, prologo in vaudeville, con Mélesville e Scribe;
- 1829: La Grisette mariée, commedia vaudeville in 2 atti, con Armand d'Artois e Louis-Émile Vanderburch;
- 1830: L'Auberge d'Auray, dramma lirico in 1 atto, con Jean-Baptiste-Rose-Bonaventure Violet d'Épagny, musica di Ferdinand Hérold e Michele Carafa;[5]
- 1830: Philibert marié, commedia-vaudeville in un atto, con Scribe;
- 1831: La Langue musicale, opéra-comique in 1 atto, con Gabriel de Lurieu;
- 1835: Un mois de fidélité, con Achille d'Artois, postumo;
- La Tante Loriot, vaudeville in un atto, con Alfred Delacour, senza data

## Altri scritti
- 1808: Le Bouquet impromptu, offert à Mgr le prince archi-chancelier de l'Empire, le 24 juin 1808, jour de Saint-Jean;
- 1820: Le Sac vert, pot pourri, ou Récit véridique du procès de la reine d'Angleterre;
- 1820: Chansons et poésies diverses;
- 1827: Mémoires historiques et littéraires sur François-Joseph Talma;